# 794

## Догађаји
- Википедија:Непознат датум — Владавина династије Абасида у Багдаду.

- Краљ Карло Велики напушта свој пројекат канала (види 793) и напада саксонске побуњенике са севера, подржан од друге франачке војске под његовим сином Карлом Млађим, која прелази Рајну код Келна са запада; претећи из два правца, Саксонци се предају код Падерборна (Вестфалија).
- 10. август – Краљица Фастрада, трећа жена Карла Великог, умире у Франкфурту после 11 година брака. Карло Велики се теши са Луитгард, Алеманском племкињом, којом се жени и усељава у своју нову палату у Ахену (Немачка). Луитгард дели интересовање Карла Великог за слободне уметности.
- Краљ Луј I Побожни (син Карла Великог), стар 16 година, жени се Ерменгардом од Хесбаја. Она је франачка племкиња и ћерка Ингермана, грофа од Хесбаја (савремена Белгија).
- 20. мај – Краљ Источне Англије Етелберт II посећује краљевски Мерсијански двор у Сатон Волсу (Херефордшир), са намером да се ожени принцезом Елфтрит. Он је заробљен и посечен је по наређењу краља Офе.
- Кјото постаје јапанска престоница, завршавајући период Нара, и почиње период Хеиан; почиње златно доба јапанске културе које ће трајати под доминацијом породица Фуџивара, Минамото, Тачибана и Таира, до 1185. године.
- Фабрика папира почиње производњу у Багдаду током Абасидске ере, док су Арапи ширили технике које су развили кинески произвођачи папира. Багдад постаје велико седиште учења, са хришћанским и јеврејским научницима, као и муслиманима. Арапи ће постати најискуснији произвођачи папира на свету.
- Сабор у Франкфурту: Краљ Карло Велики позива на црквени сабор франачког краљевства. У Франконофурду (данашњи Франкфурт на Мајни) окупљени су епископи и свештеници из Француске, Аквитаније, Италије и Провансе.

## Смрти
- Стефан Саваит
- Свети Козма Мајумски

- Тасило III